# Nadia de Santiago Capell
Nadia de Santiago Capell (Madrid, 3 de gener de 1990) és una actriu espanyola coneguda tant pel seu paper a Las 13 rosas com pel d'Asunción Muñoz a Amar en tiempos revueltos, la seva seqüela, Amar es para siempre i el seu paper a Las chicas del cable.

## Biografia
Va començar la seva carrera com a actriu molt jove participant en pel·lícules com Clara y Elena, La soledad era esto i El florido pensil. També en els seus començaments, va presentar programes infantils com ara Aquatrix (1999) y El Submarino Azul (2000).
En 2002 va aconseguir el seu primer paper regular a la sèrie Javier ya no vive solo de Telecinco. També va formar part del repartiment recurrent de les sèries Ana y los siete (2004) de Televisió Espanyola, Al filo de la ley (2005) de Televisió Espanyola i Cambio de Clase (2006-2009) de Disney Channel. A més, també ha tingut participacions episòdiques en sèries de gran èxit nacional com Los hombres de Paco d'Antena 3, Hospital Central i El comisario, ambdues de Telecinco.
Al cinema ha participat en diverses pel·lícules com Alatriste (2006), de Agustín Díaz Yanes o Las 13 rosas (2007), d'Emilio Martínez Lázaro amb la que va aconseguir una nominació als Premis Goya i una altra a la Unión de Actores y Actrices.
El 2009 es va incorporar al repartiment de la sèrie d'Antena 3 90-60-90, diario secreto de una adolescente, on va interpretar a Luz. Aquest mateix any també va participar en la primera temporada de la sèrie La Señora de Televisió Espanyola. En 2010 es va incorporar a la sisena temporada de la sèrie Amar en tiempos revueltos, de Televisió Espanyola. Hi va interpretar Asunción Muñoz fins al final d'aquesta sèrie que va ser cancel·lada per la seva baixa audiència en la setena temporada. Tanmateix, Nadia va continuar interpretant a Asunción Muñoz a Amar es para siempre, la continuació d' Amar en tiempos revueltos que s'emet a Antena 3 fins a la seva tercera temporada.
El 2011 va estrenar la sèrie de suspens de Telecinco Punta Escarlata, on va compartir protagonisme amb Carles Francino i Antonio Hortelano. També aquest any va protagonitzar la minisèrie d'Antena 3 Sofía, un biopic sobre la Reina Sofia d'Espanya. Nadia va interpretar a una jove Sofia de Grècia al costat de Jorge Suquet i Emma Suárez entre d'altres. El 2013 va participar en la minisèrie de Telecinco Niños Robados, on va interpretar a Conchita, una jove a qui li arrabassen al seu bebè nounat res més donar a llum.
Durant la seva participació en diferents sèries de televisió, Nadia també ha format part de diversos projectes cinematogràfics com Ali (2012) de Paco R. Baños, Musarañas (2014) de Juanfer Andrés i Esteban Roel, i Stop over in hell (2016) de Víctor Matellano.
L'any 2016 es va veure com a personatge episòdic en les sèries de Televisió Espanyola El Ministerio del Tiempo i El Caso. Crónica de sucesos.
En 2017 va protagonitzar la primera temporada de la sèrie de Netflix Las chicas del cable al costat de Blanca Suárez, Maggie Civantos i Ana Fernández entre d'altres. Al maig de 2017 la plataforma va anunciar que la segona temporada seria estrenada al voltant de desembre de 2017 al mateix temps que va comunicar la renovació per una tercera temporada que es va estrenar en 2018.

## Filmografia

### Sèries de televisió
| Any         | Títol                                       | Cadena         | Personatge                           | Notas        |
| ----------- | ------------------------------------------- | -------------- | ------------------------------------ | ------------ |
| 2002 - 2006 | Hospital Central                            | Telecinco      | Vanesa/Almudena                      | 3 episodis   |
| 2002 - 2003 | Javier ya no vive solo                      | Telecinco      | Raquel                               | 26 episodis  |
| 2003        | Paraíso                                     | La 1           | Carmen                               | 1 episodi    |
| 2004        | Ana y los siete                             | La 1           | Andrea Hidalgo                       | 20 episodis  |
| 2004 - 2006 | El comisario                                | Telecinco      | Berta/Raquel                         | 2 episodis   |
| 2005        | Al filo de la ley                           | La 1           | Carla                                | 7 episodis   |
| 2005        | Los Serrano                                 | Telecinco      | Sandra                               | 1 episodi    |
| 2005 - 2006 | Los hombres de Paco                         | Antena 3       | Kira                                 | 5 episodis   |
| 2006 - 2009 | Cambio de clase                             | Disney Channel | Mafalda "Mafi"                       | 69 episodis  |
| 2007        | Cuenta atrás                                | Cuatro         | Bea                                  | 1 episodi    |
| 2009        | 90-60-90, diario secreto de una adolescente | Antena 3       | Luz Varela                           | 8 episodis   |
| 2009        | La Señora                                   | La 1           | Carmelita                            | 8 episodis   |
| 2010 - 2012 | Amar en tiempos revueltos                   | La 1           | Asunción "Asun" Muñoz                | 504 episodis |
| 2011        | Sofía                                       | Antena 3       | Princesa Sofia de Grècia i Dinamarca | 2 episodis   |
| 2011        | Punta Escarlata                             | Telecinco      | Lucía Castro                         | 9 episodis   |
| 2013        | Niños robados                               | Telecinco      | Conchita                             | 2 episodis   |
| 2013        | Mirabilis                                   | Cecilia        | Web series                           | 6 episodis   |
| 2013 - 2015 | Amar es para siempre                        | Antena 3       | Asunción "Asun" Muñoz                | 469 episodis |
| 2016        | El Ministerio del Tiempo                    | La 1           | Rosa del Amo                         | 1 episodi    |
| 2016        | El Caso: Crónica de sucesos                 | La 1           | Amelia Coso                          | 1 episodi    |
| 2017 - 2020 | Las chicas del cable                        | Netflix        | María Inmaculada "Marga" Suárez      | 42 episodis  |

### Programes de televisió
| Any  | Programa          | Notes        |
| ---- | ----------------- | ------------ |
| 1999 | Aquatrix          | Presentadora |
| 2000 | El Submarino Azul | Presentadora |

### Pel·lícules
| Any  | Títol                             | Personatge            | Notes        |
| ---- | --------------------------------- | --------------------- | ------------ |
| 2001 | Clara y Elena                     | Elena de nena         | Secundari    |
| 2002 | Esta noche, no                    | Nina                  | Protagonista |
| 2002 | La soledad era esto               | Elena                 | Protagonista |
| 2002 | El florido pensil                 | Nena del concurs      | Secundari    |
| 2005 | Otros días vendrán                | Vega                  | Protagonista |
| 2005 | Vida y color                      | Sara                  | Protagonista |
| 2006 | La hora fría                      | Ana                   | Protagonista |
| 2006 | Alatriste                         | Angélica d'adolescent | Secundari    |
| 2007 | Las 13 rosas                      | Carmen                | Protagonista |
| 2009 | La mujer sin piano                | Clienta Jove          | Secundari    |
| 2012 | Ali                               | Ali                   | Protagonista |
| 2014 | Musarañas                         | La Nena               | Protagonista |
| 2016 | Stop Over in Hell                 | Rose                  | Protagonista |
| 2019 | El increíble finde menguante      | Sira                  | Secundari    |
| 2019 | 522. Un gato, un chino y mi padre |                       | Secundari    |

### Curtmetratge
| Any  | Títol                     | Personatge | Notes |
| ---- | ------------------------- | ---------- | ----- |
| 2002 | Recuerdos de mamá         | Elenita    |       |
| 2007 | Test                      | -          |       |
| 2010 | Mi otra mitad             | Andrea     |       |
| 2013 | La sorpresa de Aquinara   | Nadia      |       |
| 2014 | La cañada de los ingleses | Sirena     |       |
| 2016 | Camada                    | Irene      |       |
| 2016 | Postales                  | Noies      |       |
| 2017 | Dos segundos de silencio  | Isabel     |       |
| 2017 | Orgullo nacional          | Manuela    |       |
| 2018 | 4'9                       |            |       |
| 2019 | Gladiatores               | Ella       |       |

### Teatre
| Any  | Obra               | Director           |
| ---- | ------------------ | ------------------ |
| 2014 | Cuatro confesiones | Bárbara Santa-Cruz |
| 2015 | La novia de papá   | Joe O'Curneen      |

## Premis i nominacions
- Nominada al Goya a la millor actriu revelació per Las 13 rosas (2007)
- Guanyadora de la Bisnaga de Plata a la millor actriu en curtmetratge en el Festival de Màlaga per Test (2008)
- Nominada al Premi Unión de Actores a la millor actriu de repartiment de cinema per Las 13 rosas (2008)